# 鈴木豊 (フランス文学者)
鈴木 豊（すずき ゆたか、1926年7月5日 - 2001年3月15日）は、日本のフランス文学者、翻訳家。早稲田大学名誉教授。

## 人物・来歴
東京府八王子市の商家に生まれる。1950年早稲田大学文学部仏文科卒、大学院に進み、佐藤輝夫の指導を受ける。1952年同副手、1954年商学部非常勤講師、1955年専任講師、1958年助教授、1963年教授。専門はフランス古典演劇だが、多く通俗小説を翻訳し、須賀 慣の筆名でポルノ小説も翻訳した。これはモリエールの「スガナレル」をもじったものである。1997年定年。2001年、膀胱がんのため74歳で死去。

## 著書
- 『フランス語の基礎』（研数書院） 1968
- 『西洋の故事』（潮出版社、潮新書） 1971
- 『歴史パズル』（ベストセラーズ、ワニの豆本） 1981
- 『二年生の新フランス語文法読本』（駿河台出版社） 1983、改訂版1988

共著
- 『フランス基本語応用辞典』（伊藤洋共著、研数書院） 1973

## 翻訳
※は電子書籍で再刊
- 『私の四つの真実 映画と舞台の半生』（ジャン・マレー、講談社） 1959
- 『後悔は贅択だ』（ジャック・ド・ブールボンビュッセ、角川書店） 1960
- 『人間ぎらい / 町人貴族』※（モリエール、旺文社文庫） 1968
- 『悪魔の発明』※（ジュール・ヴェルヌ、創元推理文庫） 1970
- 『ダーム・ギャラント 好色女傑伝』※（ブラントーム、講談社 全3巻） 1971。講談社文庫 1980、講談社文芸文庫 2002、各・上下
- 『美女と野獣』※（ボーモン夫人、角川文庫） 1971
- 『シラノ・ド・ベルジュラック』（エドモン・ロスタン、潮文庫） 1971
- 『マノン・レスコオ』※（アベ・プレヴォ、旺文社文庫） 1972
- 『赤い館の騎士』※（アレクサンドル・デュマ、角川文庫） 1972
- 『赤いオーケストラ』（ジル・ペロオ、潮出版社） 1974
- 『O嬢の物語』（ポーリーヌ・レアージュ、講談社文庫） 1974
- 『青い鳥』※（メーテルリンク、角川文庫） 1975
- 『決闘は血を見てやめる』（カトリーヌ・アルレー、創元推理文庫） 1975
- 『狂気の家畜人収容所』（マーク・イレル, クラリッサ・ヘンリー、二見書房） 1976
- 『虐殺された詩人アポリネール』（ピエール＝マルセル・アデマ、講談社） 1977
- 『ファーニィ・ヒルの娘』※（ジョン・クレランド、須賀慣名義、角川文庫） 1977
- 『ガミアニ伯夫人』（アルフレッド・ド・ミュッセ、須賀慣名義、富士見ロマン文庫） 1978
- 『ある歌姫の想い出』（W・S・デフリエント、須賀慣名義、富士見ロマン文庫） 1978
- 『種馬にされた男たち』（ロベール・メルル、角川書店） 1978
- 『メグレ保安官になる』（シムノン、河出書房新社、メグレ警視シリーズ） 1979
- 『メグレを射った男』（シムノン、河出書房新社、メグレ警視シリーズ） 1979
- 『シオラック家の運命』（ロベール・メルル、集英社） 1981
- 『ヴィオレットの物語』（マダム・ド・マヌーリ、須賀慣名義、富士見ロマン文庫） 1985
- 『女流作家の性戯』（ルネ・シャルバン、須賀慣名義、富士見ロマン文庫） 1986
- 『マネー』（P・L・シュリッツエル、潮文庫） 1987
- 『女流作家の夜姦飛行』（ルネ・シャルバン、須賀慣名義、富士見ロマン文庫） 1987
- 『ゴンクール兄弟の見た18世紀の女性』（エドモン・ド・ゴンクール / ジュール・ド・ゴンクール、平凡社） 1994

### ギョーム・アポリネール
- 『異端教祖株式会社』（ギョーム・アポリネール、講談社文庫） 1974
- 『一万一千本の鞭』※（アポリネール、須賀慣名義、角川文庫） 1974、富士見ロマン文庫 1983
- 『若きドン・ジュアンの冒険』※（アポリネール、須賀慣名義、角川文庫） 1975、富士見ロマン文庫 1983
- 『虐殺された詩人』（アポリネール、講談社文庫） 1977、講談社文芸文庫 2000、海苑社 1993

### ミシェル・ルブラン
- 『殺人四重奏』（ミッシェル・ルブラン、河村正夫共訳、創元推理文庫） 1961
- 『未亡人』（ミッシェル・ルブラン、創元推理文庫） 1972
- 『ミッドウェイ水爆実験・自殺志願者』（ミッシェル・ルブラン、創元推理文庫） 1973
- 『まちがえた番号・ストリッパーの死』（ミッシェル・ルブラン、創元推理文庫） 1973

### ジェラール・ド・ヴィリエ
- 『SAS / ソマリア人質奪回作戦」（ジェラール・ド・ヴィリエ、創元推理文庫） 1979
- 『SAS / ニューヨーク大追跡』（ジェラール・ド・ヴィリエ、創元推理文庫） 1979
- 『SAS / 日本連合赤軍の挑戦』（ジェラール・ド・ヴィリエ、創元推理文庫） 1979
- 『SAS / リオマンガン鉱争奪戦』（ジェラール・ド・ヴィリエ、創元推理文庫） 1979
- 『SAS / エチオピア皇帝の宝』（ジェラール・ド・ヴィリエ、創元推理文庫） 1980